# Bucks Fizz
Bucks Fizz va ser una banda britànica de pop, formada el 1981 per competir al Festival de la Cançó d'Eurovisió d'aquell any. Van guanyar amb el tema "Making Your Mind Up", que és encara el seu tema més conegut. El grup va estar inicialment format per quatre vocalistes: Bobby G, Cheryl Baker, Mike Nolan i Jay Aston. La seva característica més destacada és que tots eren rossos. Després de la victòria a Eurovisió en 1981 van iniciar una reeixida carrera arreu del món, sobretot al Regne Unit, on van arribar a obtenir tres singles número 1, i hi van esdevenir una de les bandes més venudes de la dècada de 1980. Les seves vendes mundials ja han arribat als 15 milions d'unitats.

## Àlbums
- Bucks Fizz (1981) UK #14
- Are You Ready (1982) UK #10
- Hand Cut (1983) UK #17
- Greatest Hits (1983) UK #25
- I Hear Talk (1984) UK #66
- Writing on the Wall (1986) UK # 89
- The Story So Far (1988)
- Live At Fairfield Halls (1989)
- The Best of Bucks Fizz (1994)
- Golden Days (2002)
- Greatest Hits (2003)
- The Ultimate Anthology (2005)
- Legends (2005)
- The Lost Masters (2006)
- The Very Best of Bucks Fizz (2007) UK #40
- The Lost Masters Volume 2 (2008)